# Faiza Darkhani
Faiza Darkhani (née vers 1992) est une écologiste afghane, militante des droits des femmes et une éducatrice. En 2021, elle faisait partie de la liste de 100 Women, qui comprend les femmes les plus inspirantes et les plus influentes au monde. Darkhani est l'une des rares spécialistes du changement climatique en Afghanistan. Elle était officiellement directrice de l'Agence nationale de protection de l'environnement dans la province de Badakhchan.
Elle a fréquenté l'université de Badakhshan (en). Elle a ensuite étudié à l'universiti Putra Malaysia où elle a obtenu un Master of Science en architecture de paysage. Ses recherches portent sur la gestion durable des paysages urbains et la relation entre agriculture urbaine et sécurité alimentaire.